# Bir el-Garama
Bir El Garama, aussi appelé Garama Birel ou encore Tadjenout tan koufar, est un site du Grand Sud Algérien, situé dans la wilaya de Tamanrasset, à 150 km au nord-est de Tamanrasset.
Situé dans le lit d'un oued, Bir El Garama est un puits dans le massif du Hoggar. Il est connu pour l'embuscade tendue par les touarègues Hoggar et Ajjers à l'expédition de Paul Flatters le 16 février 1881, et qui lui a couté la vie, ainsi qu'aux sept militaires et scientifiques français, et à la plupart des arabes et touarègues Iforas qui l'accompagnaient.